# Dracophyllum recurvum
Dracophyllum recurvum là một loài thực vật có hoa trong họ Thạch nam. Loài này được Hook.f. mô tả khoa học đầu tiên năm 1844.